# Joziratia andriai
Joziratia andriai är en skalbaggsart som beskrevs av Renaud Maurice Adrien Paulian 1961. Joziratia andriai ingår i släktet Joziratia och familjen Melolonthidae. Inga underarter finns listade i Catalogue of Life.